# 吉良町
吉良町（きらちょう）は、かつて愛知県幡豆郡にあった町。
2011年（平成23年）4月1日に西尾市に編入合併された。吉良の名は青鳥山周辺の地質にみられる斑れい岩を貫くペグマタイトの中に白雲母（キララ）があり採取も行われていたことに由来にする。中世には足利氏族の東条吉良氏が領主を務めた。

## 地理
三河湾に面していた。海上には無人島の梶島がある。

### 隣接していた自治体
- 西尾市
- 幡豆郡一色町
- 幡豆郡幡豆町
- 額田郡幸田町

## 歴史
江戸時代、町域は西尾藩、大多喜藩、沼津藩、川越藩、寺社、旗本といった様々な領主の下にあった。江戸時代初期の著名な領主に高家旗本吉良義央がいた。
- 1906年（明治39年） - 横須賀町・荻原村・富田村・瀬門村・厨村の各町村が合併して改めて横須賀村が発足。吉田村・宮崎村・保定村の各村が合併して改めて吉田村が発足。
- 1924年（大正13年）1月 - 吉田村が町制施行して吉田町が発足。
- 1955年（昭和30年）3月 - 横須賀村と吉田町が合併して吉良町が発足。
- 2011年（平成23年）4月1日 - 西尾市に編入合併される。同日に吉良町廃止。

## 行政

### 歴代町長
- 2003年4月 - 2011年3月：山本一義

### 提携自治体
- 上矢作町（岐阜県、現恵那市）
  - 1981年11月16日親善都市提携

## 経済

### 産業

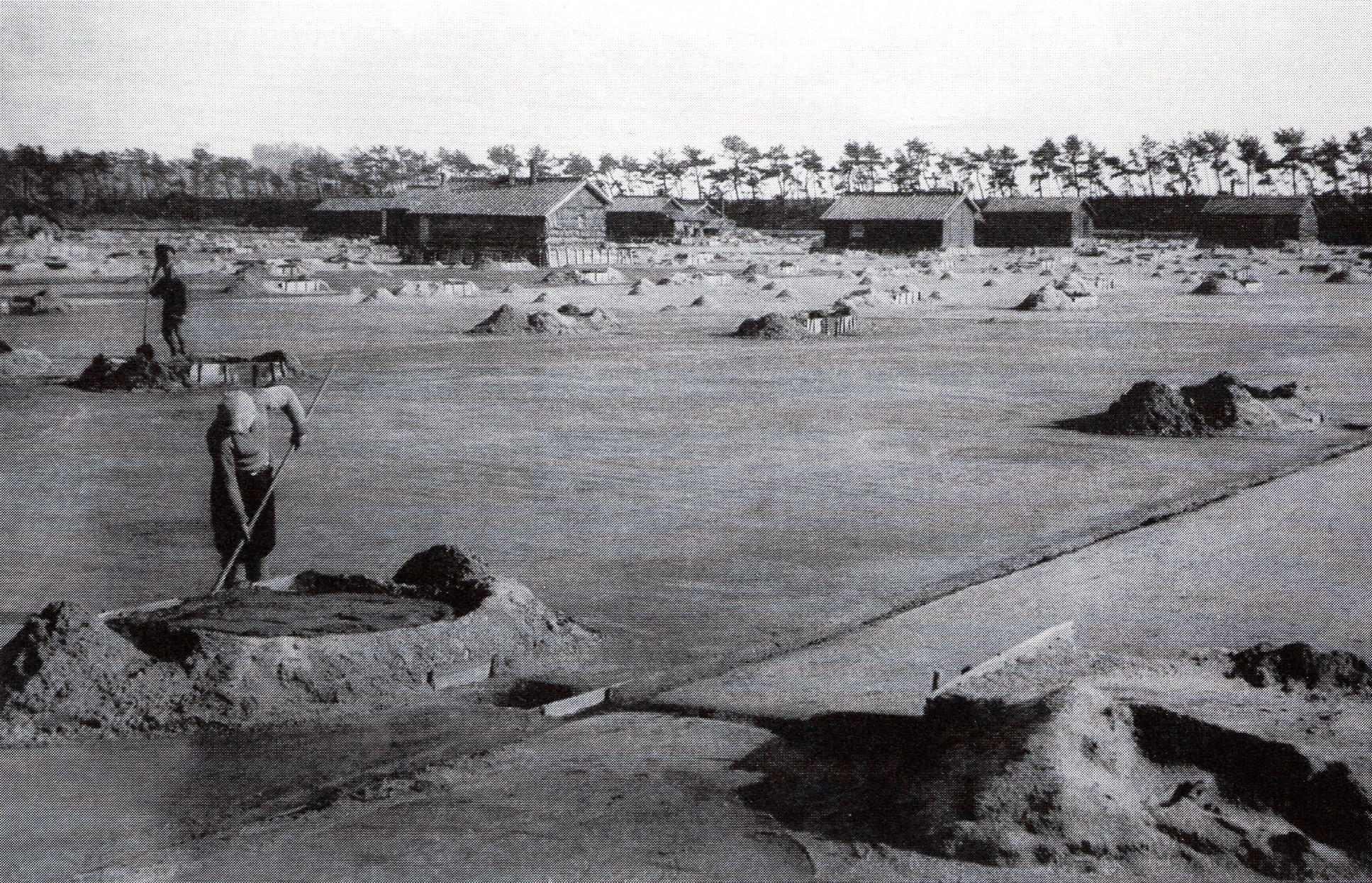
白浜吉田塩田（1935年頃）

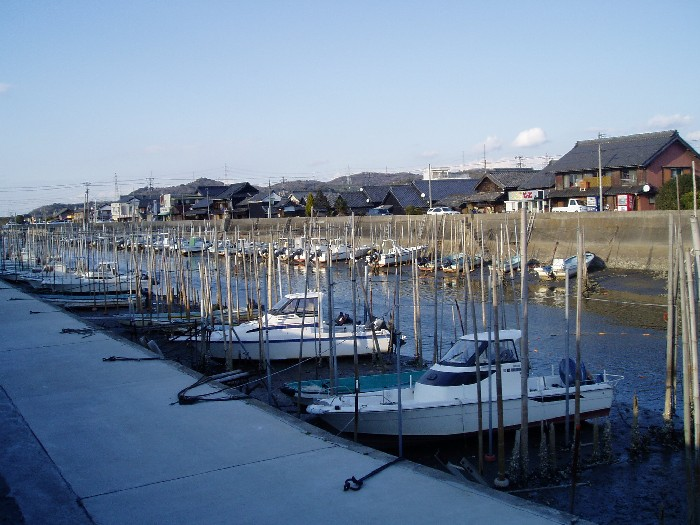
中心部を流れる矢崎川河口

第一次産業が盛んな町であり、北部横須賀地区の農業、南部吉田地区の漁業に大別される。このうち農業は花卉（かき）園芸や野菜の栽培が盛んであり、漁業は三河湾内の沿岸漁業やアサリ・海苔の養殖が中心である。工業も吉田港で水揚げされる海産物の加工品に関連したものが中心である。矢作古川河口付近には塩田があり製塩業も行われたが、1970年に廃止された。
沿岸部の観光も主要な産業である。幡豆山地がそのまま突き出た宮崎海岸は岩石海岸として風光明媚を誇る。また、温泉が沸くために吉良温泉として保養地となっている。

## 教育

### 保育園
- 吉良町立横須賀保育園
- 吉良町立吉田保育園
- 吉良町立白浜保育園
- 吉良町立離島保育園
- 吉良町立荻原保育園
- 吉良町立津平保育園

### 小学校
- 吉良町立吉田小学校
- 吉良町立白浜小学校
- 吉良町立横須賀小学校
- 吉良町立荻原小学校
- 吉良町立津平小学校

### 中学校
- 吉良町立吉良中学校

### 高等学校
- 愛知県立吉良高等学校

## 施設

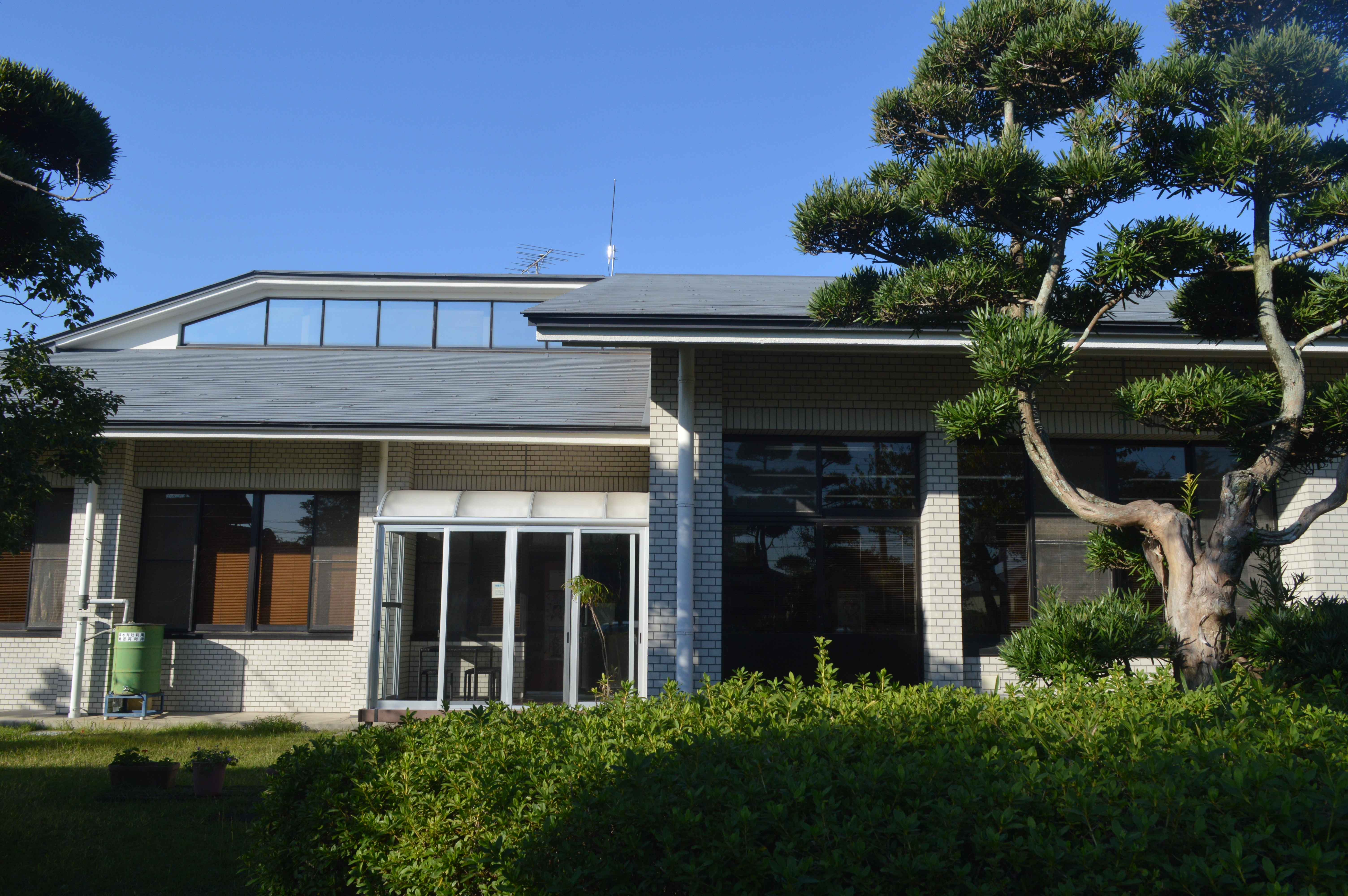
吉良町立図書館

### 郵便局
- 吉良町郵便局（集配局・取扱局番号：21077）
- 吉良吉田郵便局（無集配局・21147）
- 吉良宮崎郵便局（無集配局・21254）
- 吉良津平簡易郵便局 (21891)

### 警察
- 愛知県西尾警察署
  - 町内には吉良交番と宮崎駐在所がある

### 文化施設
- 吉良町公民館
- 吉良町立図書館
- 尾崎士郎記念館
- 吉良町歴史民俗資料館

### ホテル・旅館
- 三河湾リゾートリンクス

## 交通

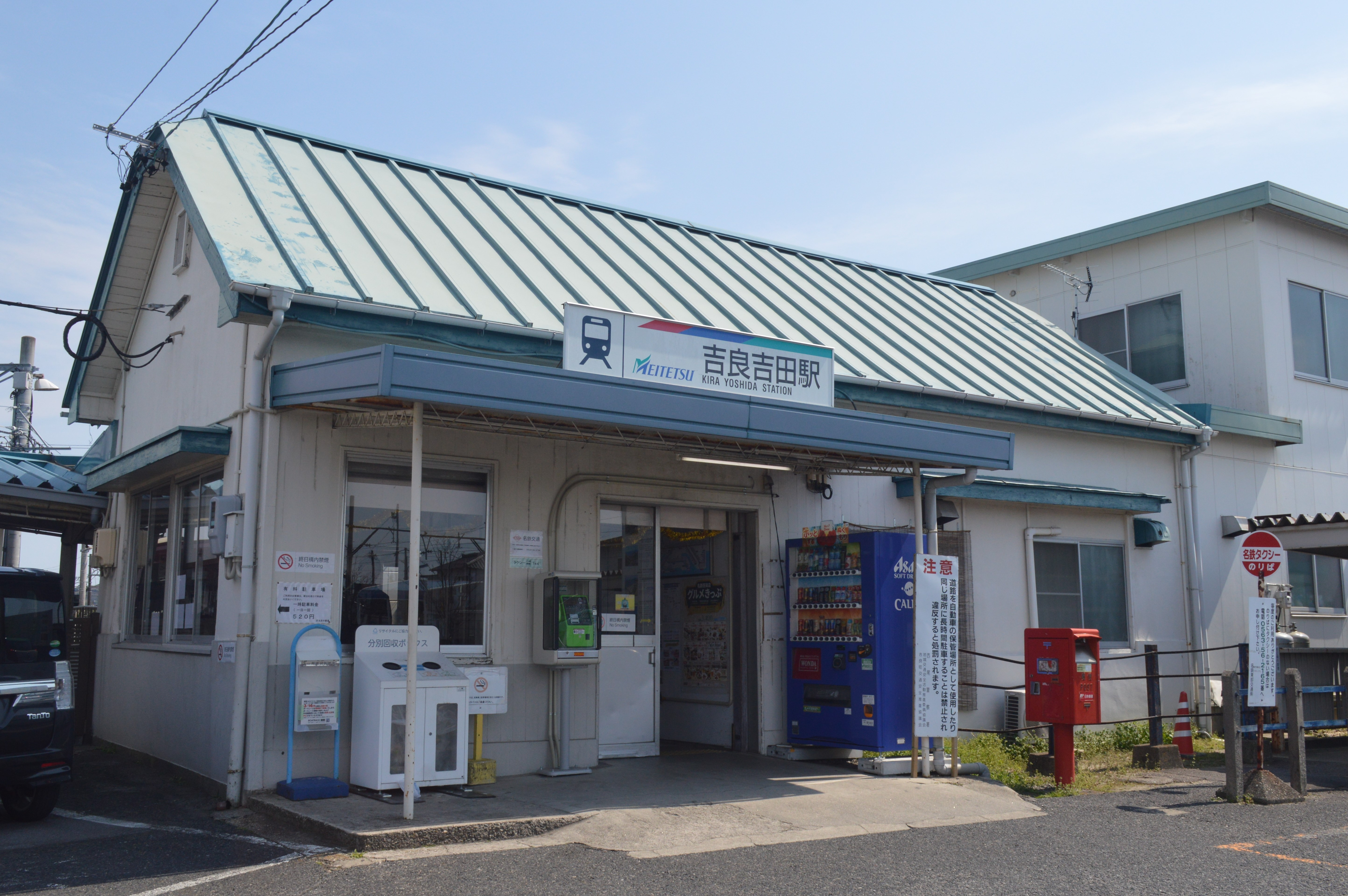
名鉄吉良吉田駅

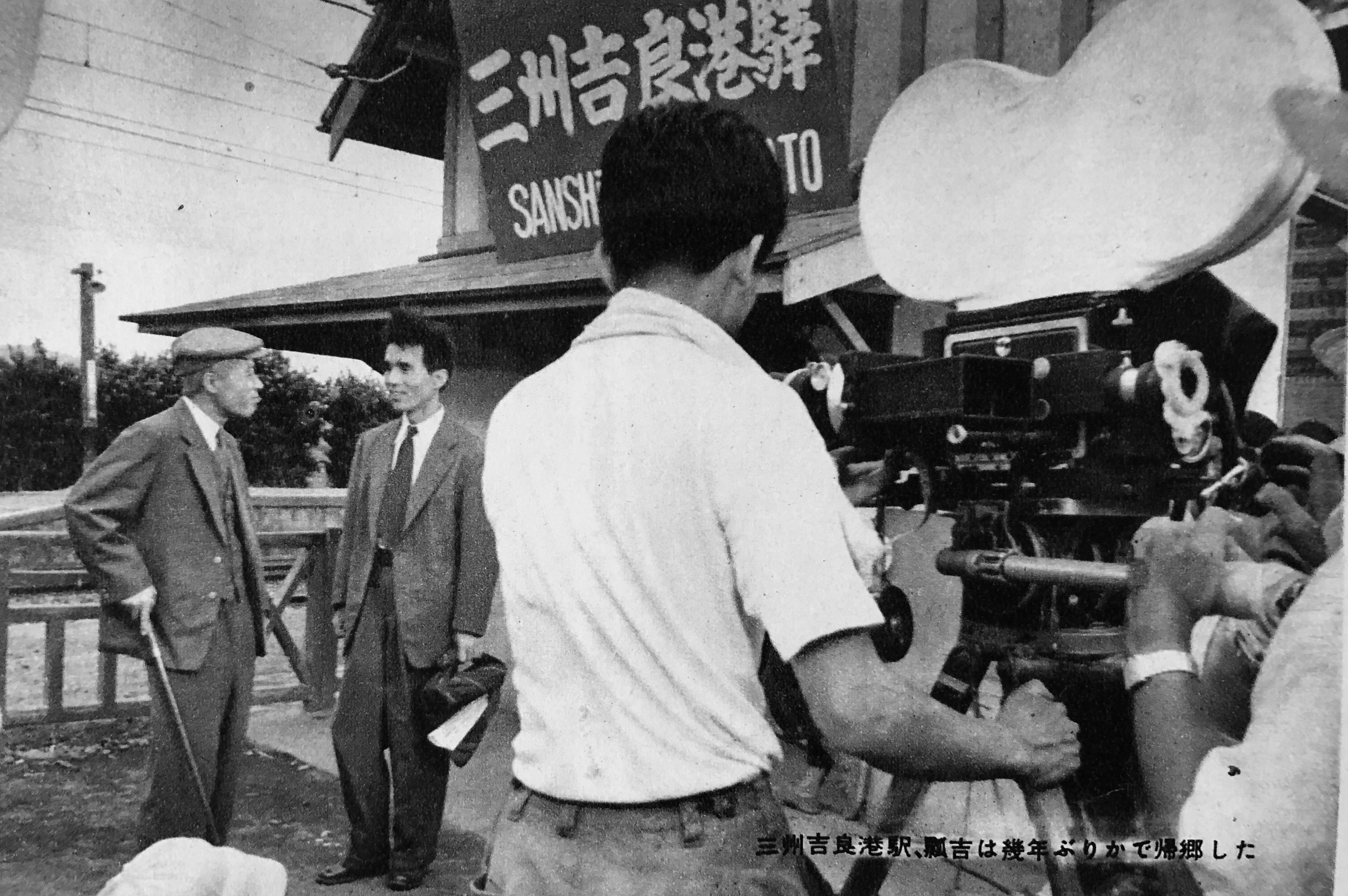
1954年、映画『人生劇場 望郷篇 三州吉良港』の撮影が上横須賀駅付近や宮崎海岸で行われた。駅には「三州吉良港驛」の看板が掲げられた。

中心駅は名鉄西尾線と蒲郡線の吉良吉田駅があり、西尾線は北に向かって、蒲郡線は東に向かって伸びている。蒲郡線ではワンマン運転が実施されている。碧南市方面には西に向かって三河線が通じていたが、2004年3月31日に廃止され、現在は沿線だった2市2町から運行委託された名鉄バス東部（名鉄バス）によるふれんどバス（代替バス）が運行されている。道路交通としては、国道247号が町の中心を東西に貫いている。

### 鉄道
2011年（平成23年）の合併時点では名鉄西尾線と蒲郡線が通っていた。かつては西尾線上横須賀駅、東富田駅、三河荻原駅、吉良吉田駅、蒲郡線、宮崎口駅の5駅が存在していたが、1969年（昭和44年）には東富田駅が廃止され、1970年(昭和45年)宮崎口駅が廃止され、2006年（平成18年）には三河荻原駅が廃止されたため、2011年（平成23年）時点で残っていたのは上横須賀駅と吉良吉田駅の2駅である。2004年（平成16年）までは吉良吉田駅から一色町や西尾市方面へ行く三河線も存在した。吉良町役場は三河荻原駅の近くに存在し、三河荻原駅が廃止されてからは吉良吉田駅が最寄り駅であった。
- 中心となる駅：吉良吉田駅
- 隣接市町村への連絡
  - 名鉄西尾線（新安城 - 吉良吉田）
  - 名鉄蒲郡線（吉良吉田 - 蒲郡）
- 都道府県庁への連絡
  - 愛知県庁のある名古屋市へは、名鉄西尾線 - 名古屋本線急行が直通している。
- 広範囲な連絡
  - JR東海道新幹線名古屋駅には上と同様名鉄西尾線 - 名古屋本線を利用。また同豊橋駅へは吉良吉田駅から蒲郡線・JR東海道本線を利用。

### 道路

#### 一般国道
- 国道247号

#### 主要地方道
- 愛知県道41号西尾幸田線
- 愛知県道42号西尾吉良線

#### 一般県道
- 愛知県道312号荻原巨海線
- 愛知県道313号荻原一色線
- 愛知県道315号下横須賀大島線
- 愛知県道316号富好新田宮崎鳥羽線
- 愛知県道317号西尾幡豆線
- 愛知県道318号宮迫今川線
- 愛知県道320号幸田幡豆線

#### 広域農道
- 広域農道幡岡線
- 広域農道西幡線

#### 一般農道
- 吉良東部農道

## 娯楽
昭和30年代の映画黄金期、吉良町には映画館の横映劇場と吉田座があった。なお、1960年（昭和35年）の幡豆郡には、幡豆映画劇場（幡豆町）、朝日座（一色町）、一色映画劇場（一色町）も含めて5館の映画館があった。
- 横映劇場 - 上横須賀にあった映画館。
- 吉田座 - 吉田にあった映画館。

## 名所・旧跡・観光スポット・祭事・催事

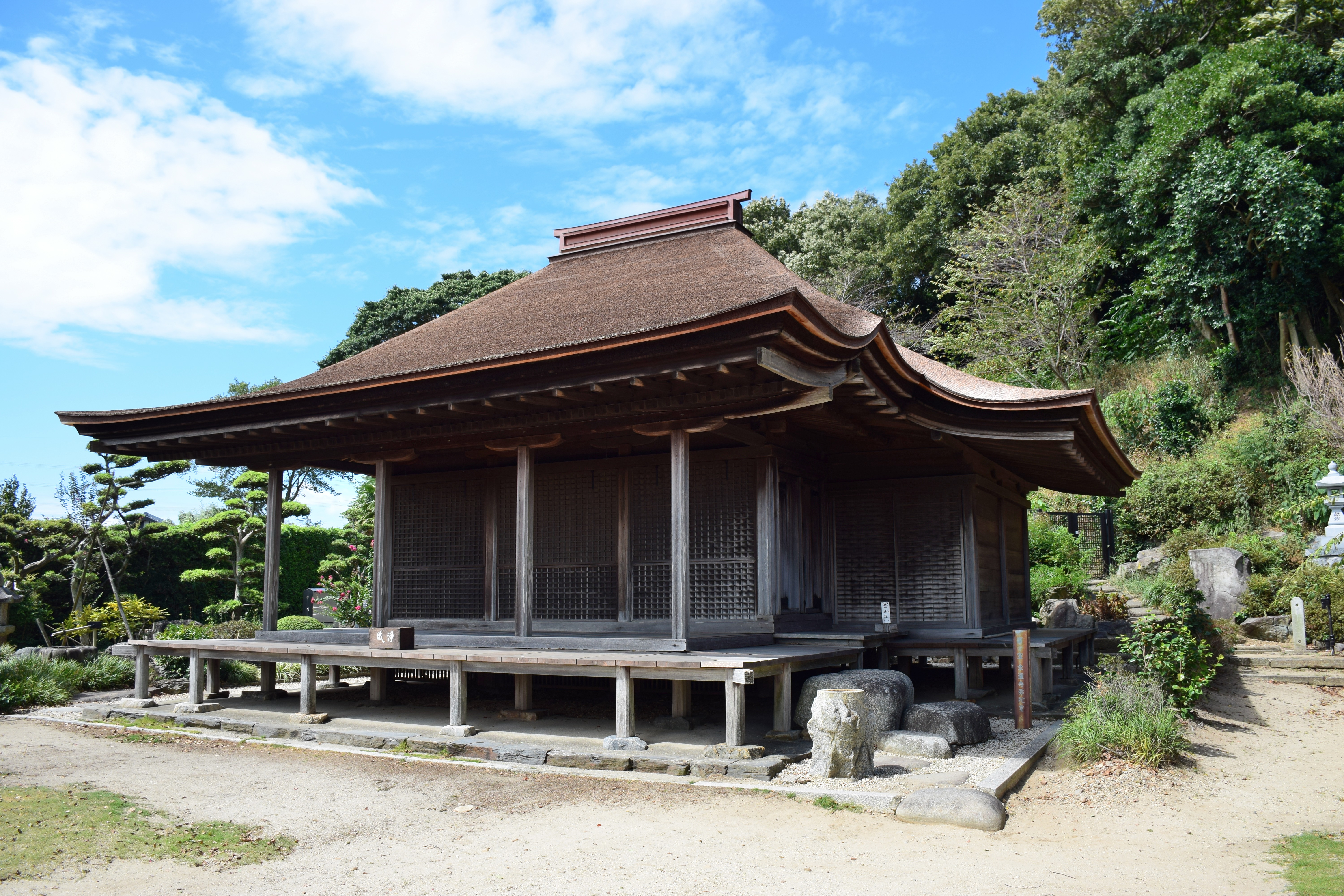
金蓮寺弥陀堂

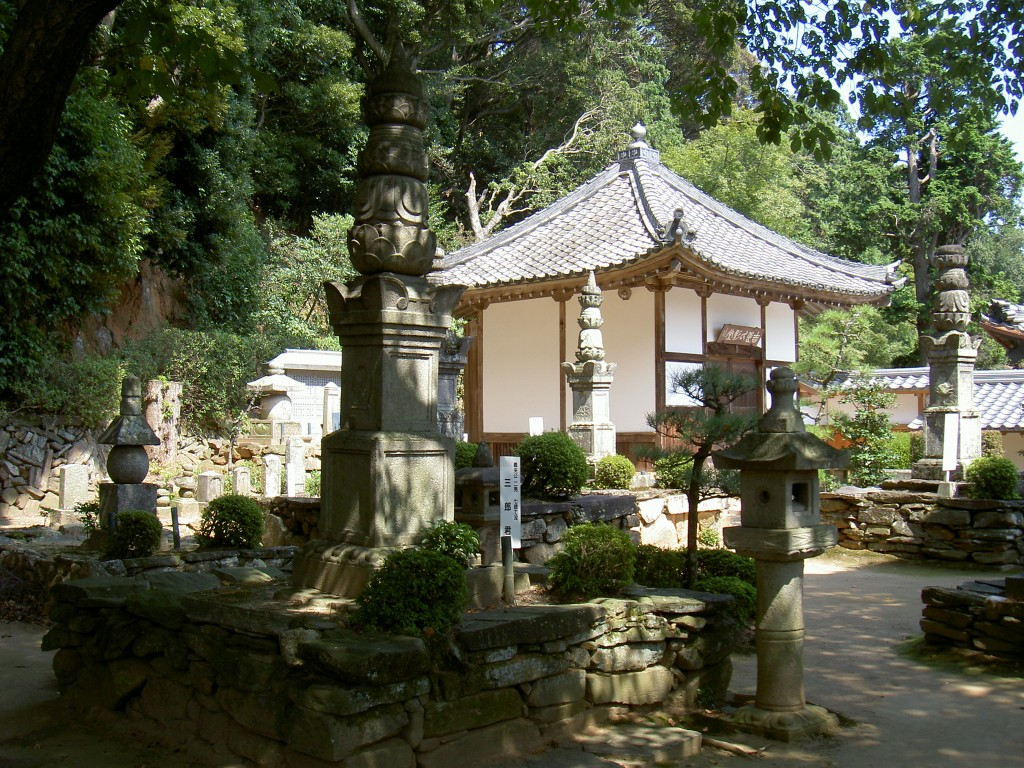
華蔵寺

### 名所・旧跡
主な城郭
- 東条城 - 東条松平氏・吉良氏の居城。
- 岡山陣屋 - 高家吉良氏の陣屋。「吉良陣屋」とも。
- 姫山陣屋 - 岡山陣屋の支城。西尾市指定史跡。

主な寺院
- 華蔵寺 - 吉良家の菩提寺。吉良家代々の墓や、吉良義央寄進の経蔵や自身の木像などがある。
- 花岳寺 - 東条城主・吉良氏の菩提寺として創建された。本堂は1684年（貞享元年）に、吉良義央から姉・光珠院の菩提を弔うために寄付された祠堂金を元に再建されたもので国の登録有形文化財に登録されている。義央遺品の「後柏原天皇宸翰御消息」は国指定重要文化財[4]。
- 金蓮寺 - 弥陀堂は国宝。三河七御堂で唯一現存する。
- 西福寺 - 鐘楼は愛知県指定有形文化財。
- 幡頭神社 - 本殿は重要文化財。
- 瀬門神社

その他旧跡
- 正法寺古墳
- 黄金堤 - 桜の名所。

### 観光スポット
- 吉良温泉
- 宮崎海水浴場（吉良ワイキキビーチ）
- 吉良町立図書館
- 尾崎士郎記念館

## 出身者

### 吉良三人衆

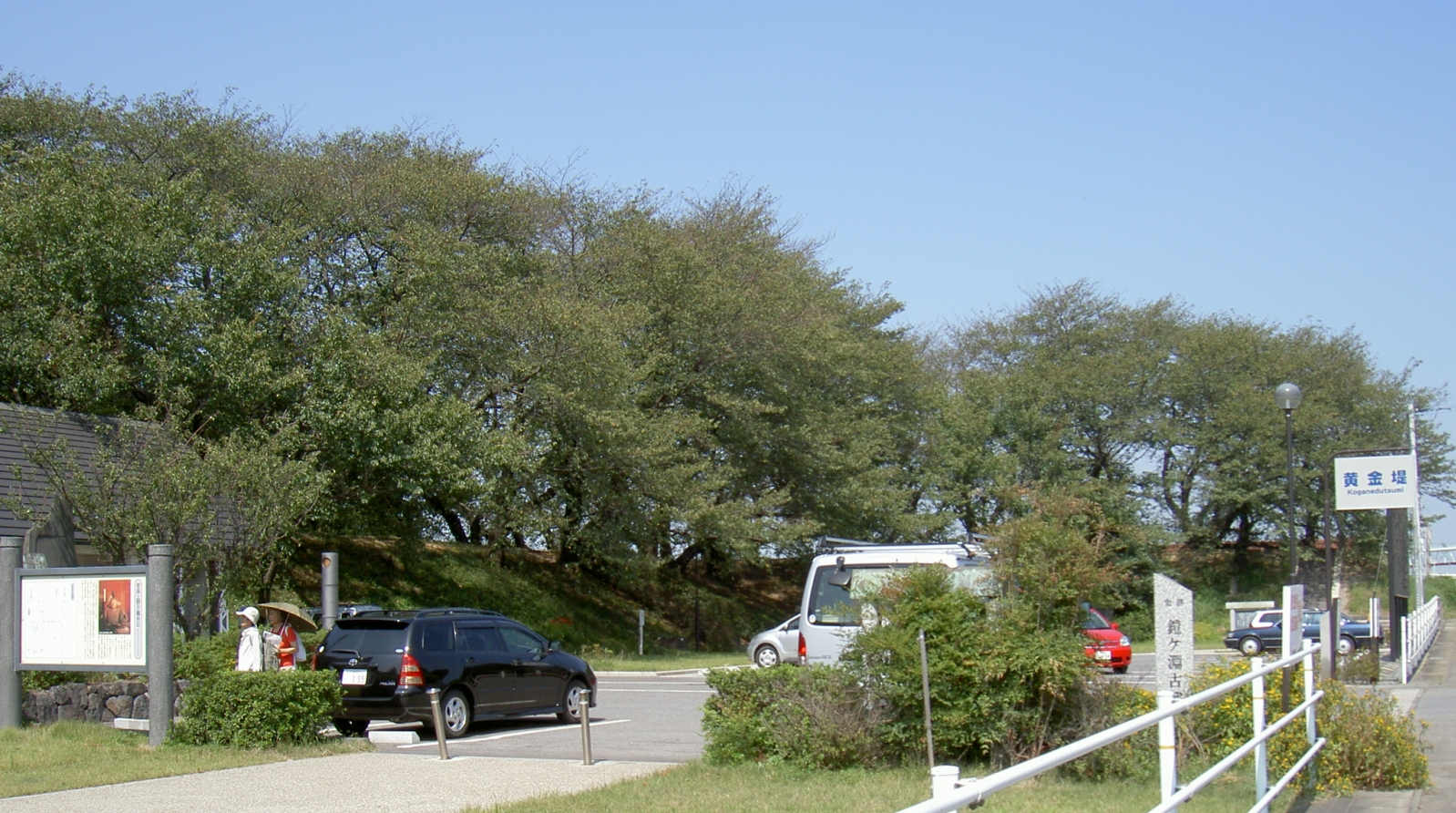
吉良義央の命で作られた黄金堤

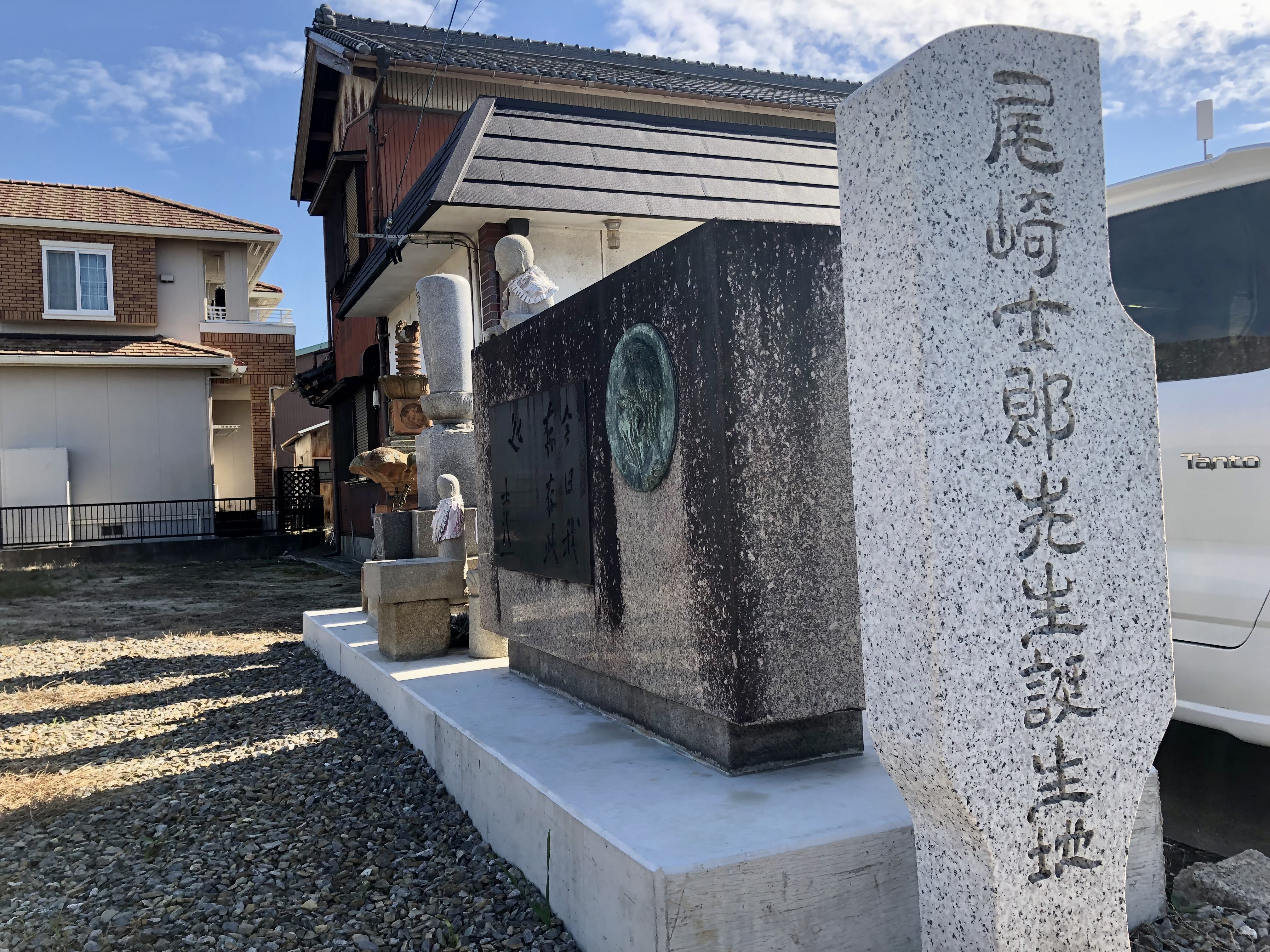
尾崎士郎の生誕地。西尾市吉良町上横須賀宮前。

旧吉良町のウェブサイトでは下記の3人を「吉良三人衆」として紹介していた。
- 尾崎士郎 - 小説家。代表作は『人生劇場』。町内には多数の文学碑や尾崎士郎記念館がある。
- 吉良義央 - 江戸期の旗本。赤穂事件で命を落とした。 現在の町域の一部を治めていた領主だが、生まれは江戸の鍛冶橋で吉良出身ではない。
- 吉良の仁吉 - 幕末の侠客。清水次郎長と兄弟の盃を交わす間柄。

### その他
- 清水一学 - 吉良義央の小姓。
- 小山勝二 - 宇宙物理学者。京都大学教授。
- 岩井俊雄 - メディアアーティスト。東京大学特任教授。
- 加藤広基 - ミュージシャン。竹内電気のベース。
- 葵かを里 - 演歌歌手。吉良町観光親善大使。
- 糟谷悟 - 陸上競技選手[5]。
- 星野真生 - プロ野球選手[6]。
- 茨木のり子 - 詩人。大阪府大阪市に生まれて西尾市で育った。出生時の名前は宮崎のり子。医師をしていた父の故郷が吉良町であり、父は吉良町で宮崎医院を開業した。のり子自身も子供のころに短期間だが吉良町に住んでいたことがある。宮崎医院は吉良吉田駅の西側に現存する。

## 吉良町が舞台の作品
- 浅見光彦シリーズ第12作 「三州吉良殺人事件」（2001年）